# Левицький Ігор Вікторович
Ігор Вікторович Левицький (нар. 15 жовтня 1962, Житомир, УРСР) — український футбольний тренер.

## Кар'єра тренера
Кар'єру тренера розпочав 1995 року. До 1997 року працював у «Кераміку» (Баранівка). У сезоні 1997/98 років очолював «Славутич-ЧАЕС». З липня 2000 по квітень 2001 року тренував «Сокіл» (Золочів). У червні та липні 2001 році виконував обов'язки головного тренера «Фрунзенця-Ліги-99». З 16 березня 2016 року по 24 серпня 2017 року очолював житомирське «Полісся».